# Cheiracanthium brevispinum
Cheiracanthium brevispinum là một loài nhện trong họ Miturgidae.
Loài này thuộc chi Cheiracanthium. Cheiracanthium brevispinum được miêu tả năm 1982 bởi Da-xiang Song, Feng & Shang.